# Бесстрашная девочка
«Бесстрашная девочка» — бронзовая скульптура авторства Кристен Визбал, созданная по заказу крупной компании по управлению активами State Street Global Advisors (SSGA) в рекламных целях, но стала заметным культурным феноменом. Статуя была установлена 7 марта 2017 года, в преддверии Международного женского дня, лицом к статуе «Атакующего быка», привлекая внимание к проблемам гендерного неравенства, в том числе в сфере управления. Статуя изображает девочку с развевающимися платьем и волосами, высота статуи 1,3 м, вес 110 килограммов. Позже статуя была перенесена, на ноябрь 2019 года она расположена у здания Нью-Йоркской фондовой биржи в Финансовом квартале Манхэттена, Нью-Йорк.
«Бесстрашная девочка» рекламировала индексный фонд, инвестиционный портфель которого базировался на разноплановых компаниях с относительно высоким процентом женщин среди старшего руководства. На табличке, первоначально помещённой у ног девочки, было написано: «Know the power of women in leadership. SHE makes a difference» («Знай силу женщин в руководстве. ОНА имеет значение»). Фраза носила рекламный характер, так как «SHE» является и местоимением «она», и тикером рекламируемого фонда на NASDAQ.

## Создание
В заказе State Street Global Advisors говорилось, что статуя должна изображать девочку с руками на бёдрах и приподнятым кверху подбородком и быть высотой в 36 дюймов (91,4 см). Скульптор Кристен Визбал увеличила эту высоту до 50 дюймов (127 см), чтобы статуя выглядела пропорционально размерам Атакующего быка, недалеко от которого статую планировалось разместить. Визбал, по её словам, «позаботилась о том, чтобы её черты были мягкими; она не вызывающая, она смелая, гордая и сильная, но не воинственная». Натурщицами для статуи стали две девочки из Делавэра.

## История
Первоначально статуя девочки была установлена 7 марта 2017 года в Боулинг-Грин, на пересечении Бродвея и Уайтхолл-стрит, лицом к статуе «Атакующего быка». Так как скульптура являлась рекламой инвестиционного фонда, разрешение на установку носило временный характер — на одну неделю. Затем срок продлили на один месяц. Продление срока поддержал мэр города Билл Де Блазио, указав, что после «Марша женщин» работа Визбал имеет особый смысл.
Однако скульптор «Атакующего быка» Артуро Ди Модика заявил, что «Бесстрашная девочка» была установлена без согласования с ним, сместила акценты и восприятие замысла его быка, символизирующего агрессивный финансовый оптимизм и процветание (на биржевом сленге «быками» называют трейдеров, ориентированных на рост цен акций). Его адвокат сказал, что в присутствии «Бесстрашной девочки» бык воспринимается «представителем мужского доминирования», что нарушает авторские права скульптора. Примечательно, что сам Артуро Ди Модика в декабре 1989 года установил своего трёхтонного быка посреди улицы вообще без какого-либо разрешения или согласования с городскими властями.
Тем не менее десятки тысяч жителей Нью-Йорка подписали петицию, с пожеланием сделать статую «Бесстрашной девочки» постоянной, и она простояла на своём первоначальном месте более полутора лет — до 28 ноября 2018 года.
10 декабря 2018 года статую представили публике на новом месте — стоящую лицом к центральному входу Нью-Йоркской фондовой биржи (NYSE). На первоначальном месте была установлена плита с «отпечатками ног» девочки.
В разгар пандемии COVID-19 на статуе девочки (как и на ряде других известных скульптур) появилась медицинская маска.

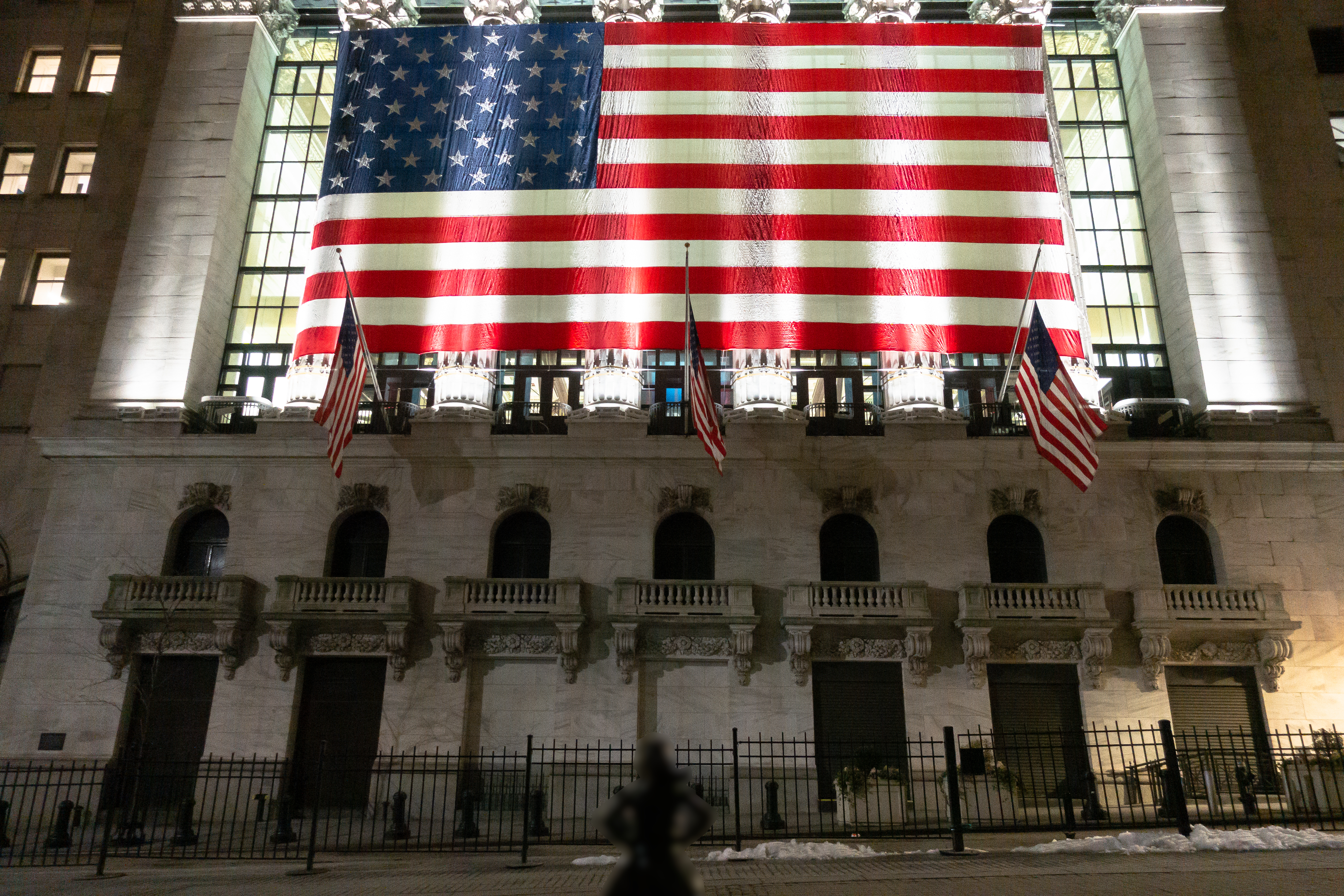
Статуя (тёмный силуэт внизу) лицом к зданию NYSE в феврале 2019
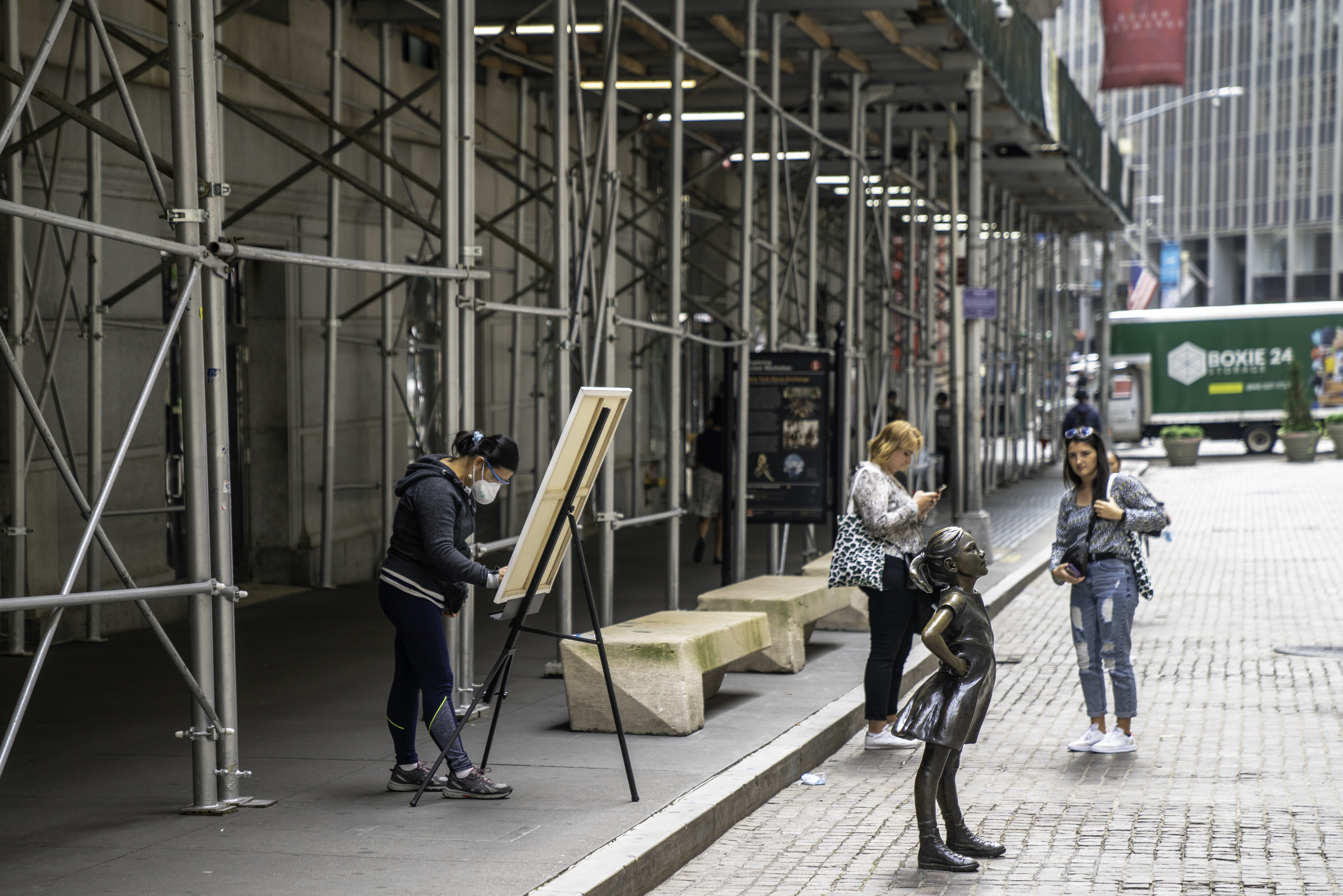
Бесстрашная девочка после установки на новом месте

## Награды
- В 2017 году на фестивале производителей рекламы «Каннские львы» статуя девочки получила 18 «львов», в том числе 4 гран-при[11], став в истории фестиваля второй работой, которая удостоилась сразу четырёх высших наград. Получены награды по категориям:

Titanium (новые форматы в рекламе): гран-при
Outdoor (наружная реклама): гран-при, одно золото
PR (связи с общественностью): гран-при, одно золото, одно серебро
Glass (за раскрытие гендерных проблем) : гран-при
Promo and Activation: два золота, одно серебро
Media (СМИ): два золота
Direct: два золота, одно серебро, одна бронза
Design (дизайн): два золота
- В 2018 году Ассоциация независимых коммерческих производителей (Association of Independent Commercial Producers, AICP) наградила работу «Бесстрашная девочка» званием «Лучшей» (The Most Next Award)[12].
- В 2018 году Grand Effie — высшая награда на Effie Awards[13], престижного конкурса в области маркетинга.